# Cereopseini
Cereopseini – plemię ptaków z podrodziny gęsi (Anserinae) w obrębie rodziny kaczkowatych (Anatidae).

## Występowanie
Ameryka Południowa i Australia (wraz z Tasmanią).

## Systematyka
Do plemienia należą następujące rodzaje:
- Cereopsis Latham, 1801 – jedynym przedstawicielem jest Cereopsis novaehollandiae Latham, 1801 – kapodziób
- Coscoroba Reichenbach, 1853 – jedynym przedstawicielem jest Coscoroba coscoroba (G.I. Molina, 1782) – koskoroba